# Metoda Habera i Boscha
Metoda Habera i Boscha – proces technologiczny syntezy amoniaku z pierwiastków, tj. azotu i wodoru:
N
2
(g) + 3H
2
(g) ⇌ 2NH
3
(g)    (ΔH = −92,4 kJ/mol N2)
Metoda bezpośredniej syntezy amoniaku z wodoru i azotu została odkryta przez niemieckiego fizykochemika, Fritza Habera. Otrzymał on za to, w 1918 roku, Nagrodę Nobla w dziedzinie chemii. Odkrycie umożliwiło wytworzenie amoniaku na skalę przemysłową, przy użyciu katalizatorów i wysokiego ciśnienia, metodą ekonomicznie opłacalną. Metoda została wykorzystana na dużą skalę przez Carla Boscha, chemika przemysłowego, który otrzymał Nagrodę Nobla w 1931 roku, wspólnie z Friedrichem Bergiusem za badania nad reakcjami prowadzonymi w wysokich ciśnieniach. Jednym z dwóch pionierskich zakładów produkujących przemysłowo amoniak tą metodą były Zakłady Azotowe w Chorzowie.

## Znaczenie
Współcześnie ocenia się, że nawozy azotowe produkowane przy użyciu tej metody odpowiedzialne są za produkcję żywności, która utrzymuje przy życiu ok. jednej trzeciej ludzkości. Według innej oceny, połowa białek ciała ludzkiego zawiera azot pochodzący z nawozów otrzymanych tą metodą (źródłem reszty jest azot związany przez bakterie). Metoda ta jest także szeroko wykorzystywana do produkcji materiałów wybuchowych (azotan amonu).

## Proces otrzymywania
Proces przebiega w trzech etapach:
1. azot i wodór trafiają do sprężarki, gdzie osiągają ciśnienie kilkuset atmosfer,
2. gazy reagują w konwertorze zawierającym katalizator (metaliczne żelazo z dodatkiem promotorów),
3. gazy wypływające z konwertora są oziębiane do temperatury −50 °C; celem tej operacji jest wykroplenie amoniaku z poreakcyjnej mieszaniny gazów – nieprzereagowany azot i wodór pozostają w tych warunkach w fazie gazowej.

Im niższa jest temperatura i wyższe ciśnienie, tym większa równowagowa zawartość amoniaku w mieszaninie. Obniżanie temperatury powoduje jednak spadek szybkości tworzenia się amoniaku, niezbędne jest zatem znalezienie optymalnej temperatury, przy której uzyskuje się akceptowalną szybkość tworzenia amoniaku oraz wydajność tej reakcji. W praktyce przemysłowej reakcja ta jest przeprowadzana przy ciśnieniu zawierającym się w przedziale od 200 do 400 atmosfer oraz temperatur wahających się pomiędzy 400 a 650 °C.

## Katalizator
Katalizatorem tej reakcji jest Fe, które pochodzi z magnetytu. Magnetyt stapia się z promotorami w temperaturze 1600 °C, odlewa, chłodzi i rozdrabnia na granulki (3–8 mm)
Aby zwiększyć skuteczność działania katalizatora dodaje się do niego:
- K
2O – który zmniejsza wrażliwość na zatrucia związkami siarki, ale zwiększa wrażliwość na zatrucia związkami tlenu
- CaO – zwiększa odporność na przegrzanie oraz wrażliwość na zatrucie związkami siarki i chloru, gdy część CaO zastąpi się MgO wzrasta aktywność
- Al
2O
3 – stabilizuje porowatą strukturę, zwiększa powierzchnię i przeciwdziała nadtapianiu się w miejscach aktywnych
- SiO
2 – stabilizuje porowatą strukturę.